# Piattaforma satellitare
La piattaforma satellitare è il modello generale sul quale si basa la costruzione di una serie di satelliti. Costituisce l'infrastruttura sulla quale viene installato il carico utile, costituito di solito da esperimenti e strumentazione.
Viene usata sovente nella costruzione di satelliti geosincroni, in particolare quelli destinati alle reti satellitari. L'infrastruttura di base rimane uguale, cambiando solo il carico utile in base alle esigenze del cliente e a seconda della missione.

## Confronto tra le piattaforme esistenti o in sviluppo
| Nome          | Costruttore                   | Nazione                      | Carico utile massimo | Stato             | Primo volo      | Ultimo volo |
| ------------- | ----------------------------- | ---------------------------- | -------------------- | ----------------- | --------------- | ----------- |
| Arkyd 100     | Planetary Resources           | Stati Uniti                  |                      | In sviluppo       |                 |             |
| ATK 100       | Alliant Techsystems           | Stati Uniti                  | 15 kg                | Operativa         |                 |             |
| ATK 200       | Alliant Techsystems           | Stati Uniti                  | 200 kg               | Operativa         |                 |             |
| ATK 500       | Alliant Techsystems           | Stati Uniti                  | 500 kg               | In sviluppo       | 2015 (previsto) |             |
| ATK 700       | Alliant Techsystems           | Stati Uniti                  | 1 700 kg             | In sviluppo       | 2014 (previsto) |             |
| CubeSat Kit   | Pumpkin Inc.                  | Stati Uniti                  | 1 kg                 | In sviluppo       |                 |             |
| Eurostar      | EADS Astrium                  | Francia Germania Regno Unito |                      | Operativa         | 1990            |             |
| HS-333        | Hughes Aircraft               | Stati Uniti                  | 54 kg                | Non più operativa | 1972            | 1979        |
| LS-1300       | Space Systems/Loral           | Stati Uniti                  |                      | Operativa         | 1984            | 2012        |
| RS-300        | Ball Aerospace & Technologies | Stati Uniti                  |                      | Operativa         |                 |             |
| I-1K          | Antrix Corporation            | India                        |                      | Operativa         |                 |             |
| I-2K          | Antrix Corporation            | India                        |                      | Operativa         |                 |             |
| I-3K          | Antrix Corporation            | India                        |                      | Operativa         |                 |             |
| I-4K          | Antrix Corporation            | India                        |                      | In sviluppo       |                 |             |
| SI-100        | Satrec                        | Corea del Sud                |                      | In sviluppo       |                 |             |
| SI-200        | Satrec                        | Corea del Sud                |                      | Operativa         |                 |             |
| SI-300        | Satrec                        | Corea del Sud                |                      |                   |                 |             |
| SNC-100       | Sierra Nevada Corporation     | Stati Uniti                  | 100 kg               | In sviluppo       | 2013 (prevista) |             |
| SNC-100-L1    | Sierra Nevada Corporation     | Stati Uniti                  | 100 kg               | In sviluppo       |                 |             |
| Spacebus 100  | Thales Alenia Space           | Francia Italia               |                      | Operativa         | 1985            |             |
| Spacebus 300  | Thales Alenia Space           | Francia Italia               |                      | Operativa         | 1987            | 1990        |
| Spacebus 2000 | Thales Alenia Space           | Francia Italia               |                      | Operativa         | 1990            | 1998        |
| Spacebus 3000 | Thales Alenia Space           | Francia Italia               |                      | Operativa         | 1996            | 2010        |
| Spacebus 4000 | Thales Alenia Space           | Francia Italia               |                      | Operativa         | 2005            | 2012        |
| SpaceEye-1    | Satrec                        | Corea del Sud                |                      |                   |                 |             |
| SpaceEye-2    | Satrec                        | Corea del Sud                |                      |                   |                 |             |
| SpaceEye-10   | Satrec                        | Corea del Sud                |                      |                   |                 |             |
| SSTL-100LO    | Surrey Satellite Technology   | Regno Unito                  | 100 kg               | In sviluppo       |                 |             |
| DS2000        |                               | Giappone                     |                      | Operativa         |                 |             |